# سيستيما هواوتلا
سيستيما هواوتلا هو نظام كهفي في جبال سييرا مازاتيكا في ولاية واهاكا جنوب المكسيك. إعتبارًا من عام 2013، كان أعمق نظام كهف في نصف الكرة الغربي، على إرتفاع 1545 مترًا (5069 قدمًا) من أعلى إلى أسفل، مع أكثر من 65 كيلومترًا (40 ميلًا) من الممرات المعينة. بحلول مايو 2018، أفاد أحدث تقرير (c / o National Geographic) أنه بطول 85 كيلومترًا (53 ميلًا) (من النهاية إلى النهاية) مع 25 مدخلًا متميزًا وقياس عمق 1560 مترًا (5120 قدمًا) من أعلى مدخل معروف له إلى أدنى نقطة وصلت إليها. نظام هواوتلا هو أعمق كهف في نصف الكرة الغربي وتاسع أعمق كهف في العالم. تم إدراجها على أنها الثامنة والعشرون الأطول في حوالي 53 ميلاً تم مسحها مقارنة بمجمع كهف الماموث على 405+ أميال.